# Yakapınar
Yakapınar és una vila de Turquia a la província d'Adana, districte de Yüreğir, a la dreta del riu Ceyhan (que no s'ha de confondre amb el Ceyhan, àrab Sayhan, si bé els dos s'uneixen a la desembocadura) i a 27 km a l'est d'Adana. En tuc otomà fou anomenada Missis, que va canviar a Misis en turc modern. Figura al cens de 1950 amb 1.177 habitants, el 1990 figura amb 3,703 habitants i el 1997 amb 4.383. Exactament al lloc de la ciutat hi va haver l'antiga ciutat de Mopsuèstia, àrab al-Massisa. Prop de la ciutat, en un lloc no determinat (potser Bebeli o Karatash) a la desembocadura del riu, hi va haver al-Mallun (Mallos).